# Duda (brazylijski piłkarz)
Carlos Eduardo Ventura (ur. 15 marca 1974) – brazylijski piłkarz występujący na pozycji napastnika.

## Kariera piłkarska
Od 1997 do 2008 roku występował w Corinthians, SL Benfica, Kashiwa Reysol, Rio Ave FC, FC Porto, FC Alverca, Boavista FC, Internacional Limeira, Luziânia i Sliema Wanderers.